# Leonid Kobielew
Leonid Kobielew (ur. 24 czerwca 1995) – rosyjski lekkoatleta specjalizujący się w skoku o tyczce.
W 2013 został w Rieti został wicemistrzem Europy juniorów, a rok później zajął 5. miejsce na mistrzostwach świata do lat 20 w Eugene. Srebrny medalista młodzieżowych mistrzostw Europy w Tallinnie (2015).
Rekordy życiowe: stadion – 5,55 (11 lipca 2015, Tallinn); hala – 5,50 (24 lutego 2016, Moskwa). 

## Osiągnięcia
| Rok  | Impreza                        | Miejsce | Pozycja    | Wynik |
| ---- | ------------------------------ | ------- | ---------- | ----- |
| 2013 | Mistrzostwa Europy juniorów    | Rieti   | 2. miejsce | 5,25  |
| 2014 | Mistrzostwa świata juniorów    | Eugene  | 5. miejsce | 5,45  |
| 2015 | Młodzieżowe mistrzostwa Europy | Tallinn | 2. miejsce | 5,55  |